# (496810) 2017 KQ2
(496810) 2017 KQ2 es un asteroide que forma parte del cinturón interior de asteroides, descubierto el 20 de junio de 2012 por el equipo del Spacewatch desde el Observatorio Nacional de Kitt Peak, Arizona, Estados Unidos.

## Designación y nombre
Designado provisionalmente como 2017 KQ2.

## Características orbitales
2017 KQ2 está situado a una distancia media del Sol de 1,914 ua, pudiendo alejarse hasta 2,065 ua y acercarse hasta 1,764 ua. Su excentricidad es 0,079 y la inclinación orbital 23,898 grados. Emplea 967,51 días en completar una órbita alrededor del Sol.

## Características físicas
La magnitud absoluta de 2017 KQ2 es 17,76.